# مو شکلاتی
مو شکلاتی (نام علمی: Akebia quinata) نام یک گونه از سرده آکبی است.